# Estados Unidos nos Jogos Pan-Americanos de 1979
Os Estados Unidos nos Jogos Pan-Americanos de 1979 participaram pela 8ª vez da competição pan-americana.
A cidade sede foi São João, capital do estado associado de Porto Rico. Os Estados Unidos somaram um total de 266 medalhas, terminando pela sétima vez consecutiva em primeiro lugar no quadro geral de medalhas..